# المشروع آي سي
المشروع آي سي هو الاسم المستخدم في ماليزيا لوصف الادعاء بمنح الجنسية النظامية للمهاجرين (سواء بشكل قانوني أو لا) من خلال منحهم بطاقات هوية ومن ثم بطاقات مايكات، وهي بطاقات الهوية الحالية في ماليزيا. تتركز هذه الممارسة المزعومة في مدينة صباح في شرق ماليزيا. يُستخدم المصطلح بشكل رئيسي من قبل وسائل الإعلام والمعلقين السياسيين والجمهور العام. يوجد مصطلح آخر مستَخدم هو مشروع إم، يشير الحرف «إم» إلى رئيس الوزراء السابق مهاتير محمد بسبب تورطه المزعوم في قيادة هذا المشروع.
الهدف المزعوم من مشروع آي سي هو تغيير النمط الديموغرافي لمدينة صباح لجعله أكثر ملاءمة للدولة الحاكمة وبعض الأحزاب السياسية، وخاصة فيما يتعلق بتغيير أنماط التصويت الانتخابي. زعم السيناتور السابق في ديوان راكيات (مجلس النواب في ماليزيا) وعضو مجلس النواب التشريعي تشونغ إنج ليونغ في عام 2012 أن هناك 700000 «مواطن في مشروع آي سي» وأن 200000 منهم موجودون ضمن السجل الانتخابي في الولاية.
يُعتقد أن المشروع، في شكله الواسع والمكثف، بدأ في أوائل التسعينيات بعد تدخل المنظمة الوطنية الماليزية المتحدة في سياسة الصباح. ومع ذلك، كانت هناك مزاعم حول عمليات الهجرة الجماعية وتجنيس المهاجرين في سبعينيات القرن الماضي في ظل حكومة المنظمة الوطنية المتحدة في صباح، وفي أوائل الثمانينيات من القرن الماضي في ظل حكومة برجايا (جبهة صباح الشعبية المتحدة). على المستوى الوطني، تعد الهجرة غير الشرعية قضية اجتماعية كبرى. ترتبط المشكلة بالناخبين المزعومين المزورين الذين شوهدوا أيضًا في أجزاء أخرى من ماليزيا أثناء الانتخابات.

## الإجراءات الحكومية
طوال التسعينيات، اعتُقل عديد من المسؤولين الحكوميين بموجب قانون الأمن الداخلي بسبب تورطهم في مشروع آي سي. تشكلت لجنة برلمانية مختارة للاستماع إلى شهادات بعض المعتقلين في فبراير عام 2007. وترأس اللجنة عضو البرلمان في صباح برنارد دومبوك. في 16 مايو عام 2007، استقال دومبوك من منصب رئيس اللجنة بسبب خلافات حول وظيفة اللجنة ونطاقها، وبشكل خاص، بسبب رفض إدارة التسجيل الوطني المثول أمام اللجنة. لم يتم الإعلان عن نتائج اللجنة لاحقًا.
في مايو عام 2008، قدم عضو البرلمان ليم كيت سيانغ اقتراحًا لإنشاء لجنة ملكية للتحقيق في المشكلات المتعلقة بالمهاجرين غير الشرعيين في صباح. لكن رُفض الاقتراح من قبل نائب رئيس ديوان راكيات، رونالد كياندي، قائلاً إن الاقتراح غير ذي صلة بالموضوع وأنه اقتُرح في وقت غير مناسب. لم يُعجب الاقتراح العديد من أعضاء البرلمان في صباح، وفضلوا بدلًا منه تشكيل لجنة اختيار برلمانية تتطلب مشاركة أعضاء البرلمان المنتَخبين، خاصةً من صباح.
بعد ذلك، أعلن رئيس الوزراء الماليزي عبد الله أحمد بدوي عن تشكيل لجنة حكومية رفيعة المستوى برئاسة نائب رئيس الوزراء نجيب تون رزاق لحل هذه المسألة. ومع ذلك، قال المسؤول السياسي في صباح تشونغ إنغ ليونغ بأن لجاناً مماثلة قد أُنشئت في عامي 2000 و2006 دون أي نتائج تذكر. تدعي جمعية المستهلكين في صباح ولابوان أن الإعلان عن تشكيل اللجنة الحكومية، كان مجرد كلام شكلي لتهدئة أهل صباح.
مارست الحكومة عدة عمليات قمع لترحيل المهاجرين غير الشرعيين منذ التسعينيات. بدأت أحدث هذه العمليات في أغسطس من عام 2008. كان دور هذه العمليات ترحيل المهاجرين الذين لا يملكون الوثائق اللازمة مثل بطاقات الهوية أو إذن عمل ساري. لكنها لم تعمل على حل مشكلة المشروع آي سي.

## لجنة التحقيق الملكية
في 1 يونيو عام 2012، أعلن رئيس الوزراء نجيب رزاق أن الحكومة الفيدرالية وافقت على تشكيل لجنة تحقيق ملكية للتحقيق في المشكلات المتعلقة بالهجرة غير الشرعية في صباح. تم تكليف النائب العام لماليزيا بتحديد اختصاصات اللجنة وبالتالي تحديد أهدافها. في 11 أغسطس عام 2012، أعلنت الحكومة بشكل رسمي عن تشكيل لجنة تحقيق ملكية وحددت أعضاء اللجنة واختصاصاتها. لاحظ المعلقون السياسيون أن لجنة التحقيق الملكية بدت وكأنها رد فعل عنيف تجاه انشقاق العديد من السياسيين البارزين في الجبهة الوطنية في صباح، الذين استقالوا قبل أيام قليلة فقط احتجاجًا على ممانعة الحكومة الفيدرالية عن التعامل مع مشاكل صباح. أصدرت الهيئة الملكية تقريراً برّأ الحكومة الماليزية من إنشاء مشروع آي سي وألقى اللوم على المسؤولين والنقابات الفاسدة في خلق هذه المشكلة.

## الاختصاصات
توجد 8 اختصاصات:
- التحقيق في عدد الأجانب في صباح الذين مُنحوا بطاقات الهوية الزرقاء أو الجنسية.
- التحقيق فيما إذا كان منح مثل هذه البطاقات أو الجنسيات موافقًا للقانون.
- التحقيق فيما إذا كان هؤلاء الذين حصلوا على بطاقات الهوية الزرقاء أو بطاقات الهوية المؤقتة أو الجنسية عبر وسائل غير قانونية قد تم تسجيلهم في السجل الانتخابي في صباح.
- التحقيق فيما إذا كانت السلطات قد اتخذت أي إجراء أو أدخلت تحسينات على معايير التشغيل الداخلي، وعلى الأساليب والأنظمة لمنع أي مخالفات قانونية.
- إجراء تحقيق عميق في معايير التشغيل الداخلي والأساليب والأنظمة المتعلقة بمنح بطاقات الهوية الزرقاء أو الجنسية للأجانب في صباح من خلال مراعاة المعايير الدولية التي تنطبق على ماليزيا، والتوصية بالتعديلات أو التغييرات لتحسين الممارسات الحالية.
- التحقيق في الأسباب الكامنة وراء النمو السكاني في صباح وفقًا للفئات التالية:[10]

أ) مواطنو صباح المقيمون في الولاية، بما في ذلك الحاصلون على بطاقات الهوية الزرقاء أو الجنسية من شهادات الميلاد (تسجيل متأخر).
ب) العمال الأجانب (بما فيهم أفراد الأسر).
ج) المهاجرون غير الشرعيين (بما فيهم أفراد الأسر).
د) الهاربين
ولدراسة تأثير هذا النمو على عدد المسجلين في السجل الانتخابي.
- التحقيق في الآثار الاجتماعية التي طرأت على مجتمع صباح بعد منح بطاقات الهوية الزرقاء أو الجنسية للأجانب في الدولة.
- التحقيق في عدد الأجانب «عديمي الجنسية» في صباح، الذين مُنحوا بطاقات الهوية الزرقاء أو الجنسية.[11]